# Georg Åberg (politiker)
Charles Georg Åberg (i riksdagen ibland kallad Åberg i Sävedalen), född 29 oktober 1912 på Källö-Knippla i Öckerö församling, död 10 december 2002 i Partille församling, var en svensk fiskare, ombudsman, författare, och politiker (folkpartist).
Han kom från en fiskarsläkt och var själv yrkesverksam som fiskare och skeppare 1929–1945. Han var lokalredaktör i Göteborg för pingströrelsens tidning Dagen 1945–1946, var därefter redaktör för Svenska västkustfiskaren 1946–1952 och sedan ombudsman i Svenska västkustfiskarnas centralförbund 1953–1967.
Åberg var ordförande i Hönö municipalfullmäktige 1948–1952 och hade även kommunala uppdrag i Öckerö kommun. Han var ledamot i Folkpartiets partistyrelse 1962–1978 och var ordförande i partiets länsförbund i Bohuslän 1967-1981. Vid sidan av politiken var han även äldstebroder i Smyrnaförsamlingen i Göteborg.
Åberg var riksdagsledamot för Göteborgs och Bohus läns valkrets 1967–1981 (fram till 1970 i andra kammaren). I riksdagen var han bland annat suppleant i jordbruksutskottet 1967–1976 och 1978–1981. Han var främst engagerad i fiskepolitiska frågor.
Åberg är begravd på Kvastekulla griftegård.

## Böcker (urval)
- Havet ger och havet tar 1947
- Havet skilde dem åt 1950
- Och havet fanns ej mer 1982
- Dom hade inget val (tillsammans med Dag Edvardsson) 1985
- Havet gav - och tog 1988
- Förändringens vindar 1992